# محمد رضا فرج الله
محمد رضا بن طاهر بن فرج الله الحلفي (10 يناير 1902 - 21 يوليو 1966) (1 شوال 1319 - 3 ربيع الآخر 1386) فقيه جعفري وكاتب وشاعر عراقي. ولد في النجف ونشأ بها. وقد أخذ عن كثير من العلماء والشيوخ فيها، قرأ مقدماته الأولية على علماءها ثم السطوح في الفقه وأصوله على أخيه محمد طه ومحسن الحكيم ومحمد هادي الميلاني وغيرهم ثم حضر الأبحاث العالية على ضياء الدين العراقي وأحمد كاشف الغطاء وغيرهم، ولازم محمد تقي البغدادي وكتب تقريراته، وحضر الحكمة والكلام على أبو القاسم الخوئي حتى برز عالمًا دينيًا ومدرسًا وأديبًا شاعرًا. كما قام بتدريس العلوم الدينية وجمع الكتب المطبوعة والمخطوطة. له مقالات ومؤلفات كثيرة وديوان أشعار. توفي في مسقط رأسه عن 64 عامًا.

## سيرته
هو محمد رضا بن طاهر بن فرج الله الحلفي البصري النجفي. ولد يوم عيد الفطر سنة 1319 / 10 يناير (كانون الثاني) 1902 في النجف بولاية بغداد العثمانية ونشأ بها برعاية والده. أخذ عن كثير من علماء عصره، فقرأ مقدماته الأولية على أساتذة ثم السطوح في الفقه وأصوله على أخيه محمد طه، ومحسن الحكيم، ومحمد هادي الميلاني، ومحمد حسين الكربلائي، ومحمد مهدي البحراني، وعبد الحسين الحياوي، وعبد الحسين الحلي، ومحمد كاظم الشيرازي. ثم حضر الأبحاث العالية على فتاح التبريزي، وضياء الدين العراقي، وأبو الحسن الموسوي الأصفهاني، وأحمد كاشف الغطاء، ومحمد رضا آل ياسين، وعبد الله المامقاني، ولازم محمد تقي البغدادي وكتب تقريراته. ثم حضر الحكمة والكلام على أبو القاسم الخوئي وجواد البلاغي.يروي بالإجازة عن أستاذه الخوئي وأغا بزرك الطهراني، وجعفر النقدي ومحمد الجزائري.

ثم اشتغل بالتدريس، وتخرج عليه بعض من تلامذته نجله جعفر. اهتم بجمع الكتب، وكانت له مكتبة تضم أكثر من ألفي مجلّد مطبوع ومخطوط، وهي من مكتبات النجف العامرة وهي ما ورثها من أبيه أو جمعها بنفسه. اشتغل بالتأليف والبحث، وله مؤلفات عديدة. 

توفي في النجف يوم 3 ربيع الآخر سنة 1386/ 21 يوليو (تموز) 1966 ودفن فيها.

## شعره
نشر شعره في الصحف، وكان شاعرًا له حضور أدبي بارز. كتب شعرًا كثيرًا في أغراض الشعر المتعددة، وساجل الشعراء وطارحهم، واشترك في مناسبات كثيرة. جاء في معجم البابطين عنه «تتأسس تقليديته على معالجته الأغراض المتداولة في عصره: كالتهنئة والرثاء ومديح آل البيت، والغزل، والمساجلات الشعرية، كما تتأسس على اعتماده عروض الخليل، والاقتباس من القديم، ومزجه التهنئة بالغزل، والميل إلى اعتماد لغة المعجم القديم، واللعب على أوتار البديع، وخاصة التورية والتعمية مما يتناسب مع ولعه بالنظم والارتجال تجاوبًا لمساجلات أصدقائه ومنازلته لهم بالنظم.»

## آثاره
من مؤلفاته:
- «الغدير في الإسلام»
- «الإعتقاد الصحيح»
- شرح الطهارة من كتاب الشرائع
- شرح كفاية الأصول
- منظومة في الأصول
- «المختلف والمتّفق»
- «سبيل الحقيقة في أصول الدين»
- «ملتقطات المطالعة في الأدب»
- «مناهج المتبصرين في كذب مزاعم القسيسين»
- رسالة في العروض والقوافي
- رسالة في الحقيقة والمجاز
- ديوان شعره

## وصلات خارجية
- في «شارخ»